# Rock'n'Roll Will Never Die
Rock'n'Roll Will Never Die är en EP som släpptes den 18 maj 2018 av Mares.

## Låtlista
| Nr           | Titel                      | Längd |
| ------------ | -------------------------- | ----- |
| 1.           | Epos No.1                  | 5:32  |
| 2.           | Fri                        | 4:24  |
| 3.           | Allt vi har är tid         | 4:10  |
| 4.           | Rock'n'Roll Will Never Die | 4:11  |
| Total längd: | Total längd:               | 18:17 |